# 市川南インターチェンジ
市川南インターチェンジ（いちかわみなみインターチェンジ）は、千葉県市川市高谷にある東京外環自動車道のインターチェンジである。京葉・三郷方面への入口、京葉・三郷方面からの出口のみのハーフICである。このインターチェンジの南方面の次が高谷JCTとなり同JCTが東京外環自動車道の終点となるが、そのまま首都高速湾岸線、東関東自動車道に接続するため、当インターから南方面は別料金となる。また、当ICから北方面は松戸IC迄、半地下区間となる。

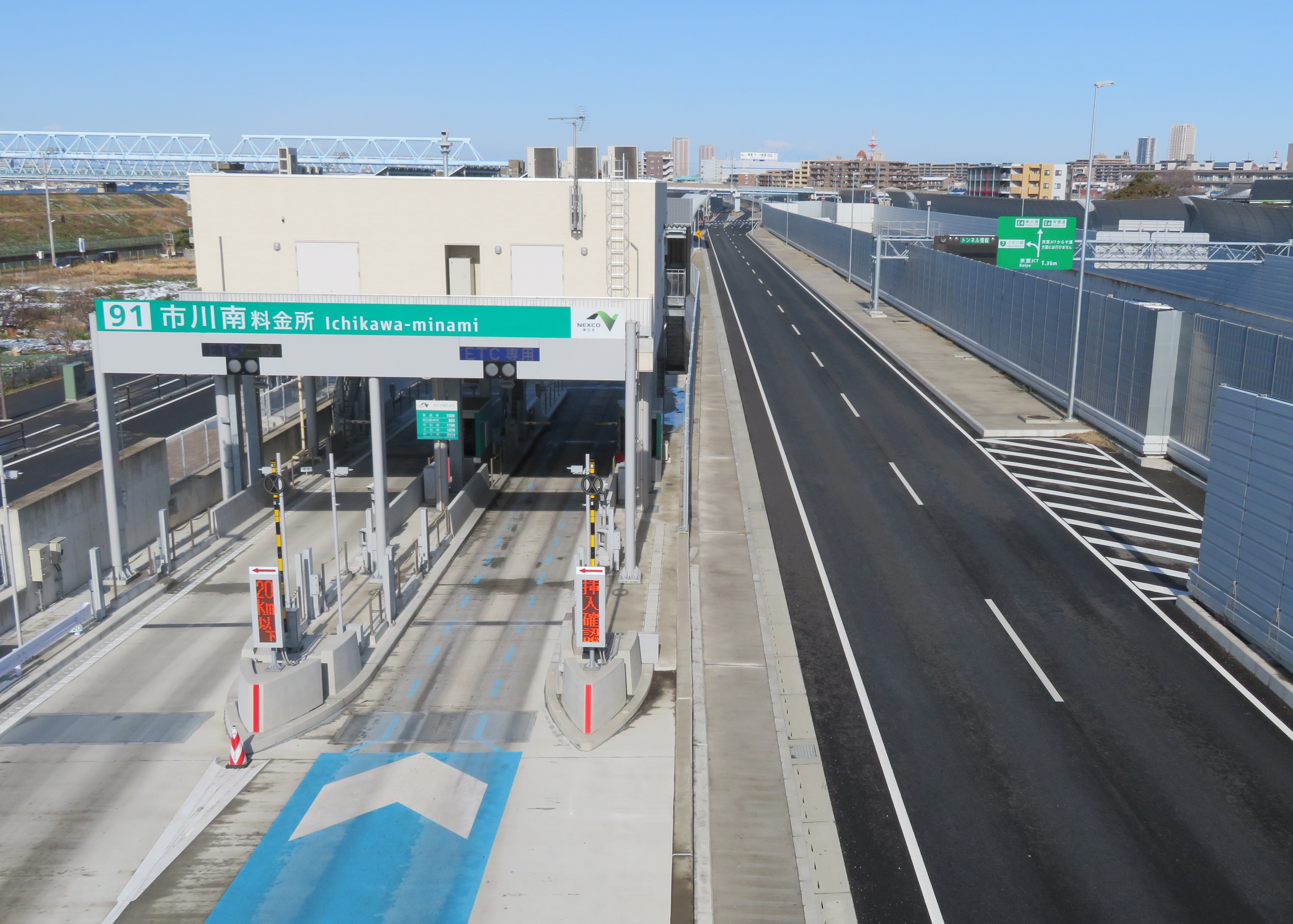
料金所付近

## 歴史
- 2016年（平成28年）11月9日 : IC名称が「市川南IC」に正式決定（仮称は高谷IC）[1]。
- 2018年（平成30年）6月2日 : 三郷南IC - 高谷JCT間開通に伴い、供用開始[2]。
- 2025年（令和7年）9月2日：入口料金所がETC専用化（予定）[3]。

## 周辺
- 東京メトロ東西線原木中山駅
- 千葉県立市川南高等学校
- 妙典橋

## 接続する道路
- 直接接続
  - C3東京外環自動車道(91番)
  - 国道298号
- 間接接続
  - 国道357号

## 隣
C3 東京外環自動車道
(90)京葉JCT - (91)市川南IC - (92)高谷JCT